# Nigel Farage
Nigel Paul Farage (3. travnja 1964.) britanski je euroskeptični političar i čelna osoba stranke Brexit. Član je Europskog parlamenta za Jugoistoičnu Englesku i supredsjedatelj euroskeptičnog parlamentarnog bloka Europa slobode i demokracije. Smatra se libertarijancem. 
Godinama je pokušavao oslabiti Europsku uniju iznutra, apelirao da se EU razmontira.

## Vanjske poveznice
- (engl.) Nigel Farage MEP Službena stranica
- (engl.) UKIP MEPs  Arhivirana inačica izvorne stranice od 21. travnja 2012. (Wayback Machine) Službena stranica stranke "UK Independence Party in the European Parliament
- (engl.) Europe of Freedom and Democracy Službena stranica stranica skupine "Europe of Freedom and Democracy"